# Giv'at Jo'av
Giv'at Jo'av (hebrejsky גִּבְעַת יוֹאָב, doslova „Jo'avův vrch“, v oficiálním přepisu do angličtiny Giv'at Yo'av) je vesnice typu mošav a izraelská osada na Golanských výšinách v Oblastní radě Golan.

## Geografie
Nachází se v nadmořské výšce 320 metrů. Leží cca 13 kilometrů východně od města Tiberias, cca 65 kilometrů východně od Haify a cca 117 kilometrů severovýchodně od centra Tel Avivu. Giv'at Jo'av leží na náhorní plošině v jižní části Golanských výšin, na okraji prudkého zlomu, který se západně od osady propadá směrem ke Galilejskému jezeru.
Vesnice je situována v oblasti s hustou sítí zemědělského osídlení, takřka výlučně židovského, tedy bez arabských sídel. Na dopravní síť Golanských výšin je napojena pomocí lokální silnice číslo 789, jež vede jednak ke Galilejskému jezeru, jednak do sousední střediskové obce Bnej Jehuda a dál k jihu, kde se napojuje silnici číslo 98 – hlavní severojižní komunikaci v tomto regionu. Giv'at Jo'av tvoří společně s vesnicemi Afik, Bnej Jehuda a Ne'ot Golan územně prakticky souvislou sídelní aglomeraci.

## Dějiny
Giv'at Jo'av leží na Golanských výšinách, které byly dobyty izraelskou armádou v roce 1967 a byly od té doby cíleně osidlovány Izraelci. Tato vesnice byla založena v roce 1968, konkrétně v květnu (podle jiného údaje v březnu 1968) a nazvána podle padlého důstojníka izraelské armády Jo'ava Šachama (יואב שחם). Prvotní osadnické jádro tvořilo pět lidí, kteří zpočátku provizorně přebývali v lokalitě Fik.
V roce 1972 byla vesnice rozšířena. Ve zprávě z roku 1977 vypracované pro Senát Spojených států amerických se počet obyvatel odhadoval na 180. Osadníci patřili mezi stoupence Izraelské strany práce. Plocha osady byla udávána na 4500 dunamů tedy 4,5 kilometrů čtverečních. Ekonomika mošavu je založena na zemědělství (živočišná i rostlinná výroba, zejména produkce mléka). Většina služeb je v sousední střediskové obci Bnej Jehuda.

## Demografie
Giv'at Jo'av je sekulární osadou. Jde o malé sídlo vesnického typu s dlouhodobě rostoucí populací. K 31. prosinci 2014 zde žilo 636 lidí. Během roku 2014 stoupla populace o 10,2 %.
| Rok            | 1972 | 1983 | 1995 | 2000 | 2001 | 2003 | 2004 | 2005 | 2006 | 2007 | 2008 | 2009 | 2010 | 2011 | 2012 | 2013 | 2014 |
| -------------- | ---- | ---- | ---- | ---- | ---- | ---- | ---- | ---- | ---- | ---- | ---- | ---- | ---- | ---- | ---- | ---- | ---- |
| Počet obyvatel | 77   | 299  | 329  | 466  | 352  | 363  | 398  | 397  | 436  | 452  | 458  | 536  | 533  | 560  | 572  | 577  | 636  |